# Gesamtbeschreibung der Kakteen
Gesamtbeschreibung der Kakteen (abreviado Gesamtbeschr. Kakt.) fue una revista ilustrada con descripciones botánicas que fue editada por el botánico, pteridólogo, briólogo y algólogo alemán Karl Moritz Schumann. Fue publicada en 13 partes en los años 1897 - 1898, con el nombre de Gesamtbeschreibung der Kakteen (Monographia Cactacearum) ... Neudamm.
Comprende 832 páginas con 21 géneros y 578 especies de la familia de las cactáceas descritas. Por primera vez los cactus se dividen, de hecho, en tres subfamilias, una subdivisión que es esencialmente todavía un inventario. En 1903, se publicó un suplemento.
La obra de Schumann fue hasta la aparición de la obra de cuatro volúmenes The Cactaceae (1919-1923) del estadounidense Nathaniel Lord Britton y Joseph Nelson Rose, la publicación más completa de los cactus.